# 贡宾嫩战役
贡宾嫩战役是德意志帝国陆军于1914年8月20日在一战东线战场发动的一次以失败告终的攻势。德军急于求成的攻势使得俄军获胜。

## 背景
当战争爆发时，马克西米连·冯·普里维茨将军的命令严格而明确：他下属的德第八集团军将固守东普鲁士前线且不采取任何进攻行为，因为根据施里芬计划，德军主力此时正与西线法军作战；此外一旦俄军向此地区增加压力，他的军队将以放弃整个东普鲁士为代价撤退至维斯瓦河。
德第八集团军由以下四个军组成：第一军（赫尔曼·冯·弗朗索瓦），第十七军（奥古斯特·冯·马肯森），第一预备军（奥托·冯·贝洛），和第二十军（腓特烈·冯·舒尔茨）外加第一骑兵师，面对俄第一集团军（保罗·冯·伦宁坎普）和第二集团军（亚历山大·萨姆索诺夫）。相对德军，俄军享有可观数量优势，但却受阻于其落后的后勤及战地通讯系统。弗朗索瓦将军坚信德军的优良训练和装备能够弥补数量劣势并迫切要求采取进攻行动。在8月17日他私自违抗命令指挥军队在斯塔卢波嫩向俄军发起了一次成功的进攻；当他的军队回撤至贡宾嫩时，已经消灭了3000名俄军，并抓获近5000名俘虏。

## 德军的进攻与撤退

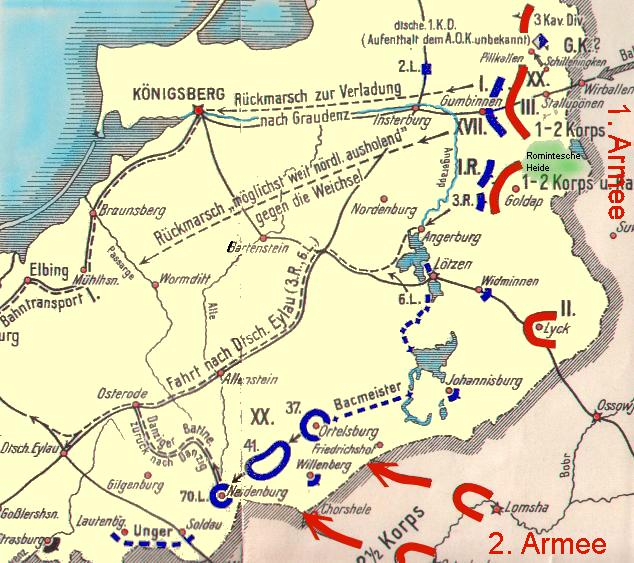
展示战斗经过及德军撤退的地图。

在这次胜利的驱使下，弗朗索瓦说服普里维茨将军趁南方的俄第二集团军仍然离前线较远时主动向俄第一集团军发起攻势。弗朗索瓦更宣称，因为他的部队全部由东普鲁士人组成，就这样将他们的家园拱手让给战斗力被高估了的俄军会对他们的士气造成极大的负面影响。一段没有使用代码而被破译的无线电对此说法提供了有力证据。普里维茨将军被说服，并决定尽早对伦宁坎普的俄第一集团军发起进攻，使15万名德军能够正面对抗数量仅为20万人的俄军；然而此决定违背了德军总参谋长赫尔穆特·冯·毛奇的命令，因为他计划在法国被击败前东线将不进行任何攻势。
在8月19日，俄军骑兵在贡宾嫩郊外与德军步兵爆发冲突。俄军没有撤退，而是下马在炮兵支援下与德军步战，并在承受了400人伤亡且耗费大部分弹药的代价后将德军逐退。这正中了弗朗索瓦的下怀，他说服普里维茨于次日发动反攻。随着普里维茨的批准，弗朗索瓦指挥第一军在第一骑兵师的增援下在当夜开始行动。在8月20日凌晨4点，第一军攻击了俄第28师并招致了猛烈的炮火；然而总是缺乏补给的俄军很快耗尽了弹药使得他们反被德军炮兵压制，并在当天下午早些时候后撤8公里。但当俄第29师增援到达时，战线趋于稳定并使战斗陷入僵局。
在南方，马肯森的第十七军和贝洛的第一预备军仍然处在动员阶段。受弗朗索瓦在北方的行动鼓舞下，马肯森与当日上午8时攻击了伦宁坎普的第三军，贝洛的预备军直到中午才参加攻势。此地的俄军受弗朗索瓦进攻的警告而深知德军的意图，并花费了大量时间组织重炮部队。德军起初的进展相当顺利，但当他们进入俄军重炮打击的范围内，攻势便迅速衰减；而俄军则扭转了侧翼的劣势，迫使德军无序地撤退至英斯特堡-安格尔堡线并被俄军俘虏6000余人。
被打败的德军士兵向不安的普里维茨流露出暴徒般的异样眼光；而他本人更担心他的军队可能会受困于伦宁坎普和萨姆索诺夫的包围网之内，尽管前者并不急于追赶撤退的德军。普里维茨惊慌失措，并与当前局势不成比例地下令全军放弃整个东普鲁士并撤退至维斯瓦河。

## 毛奇的反应

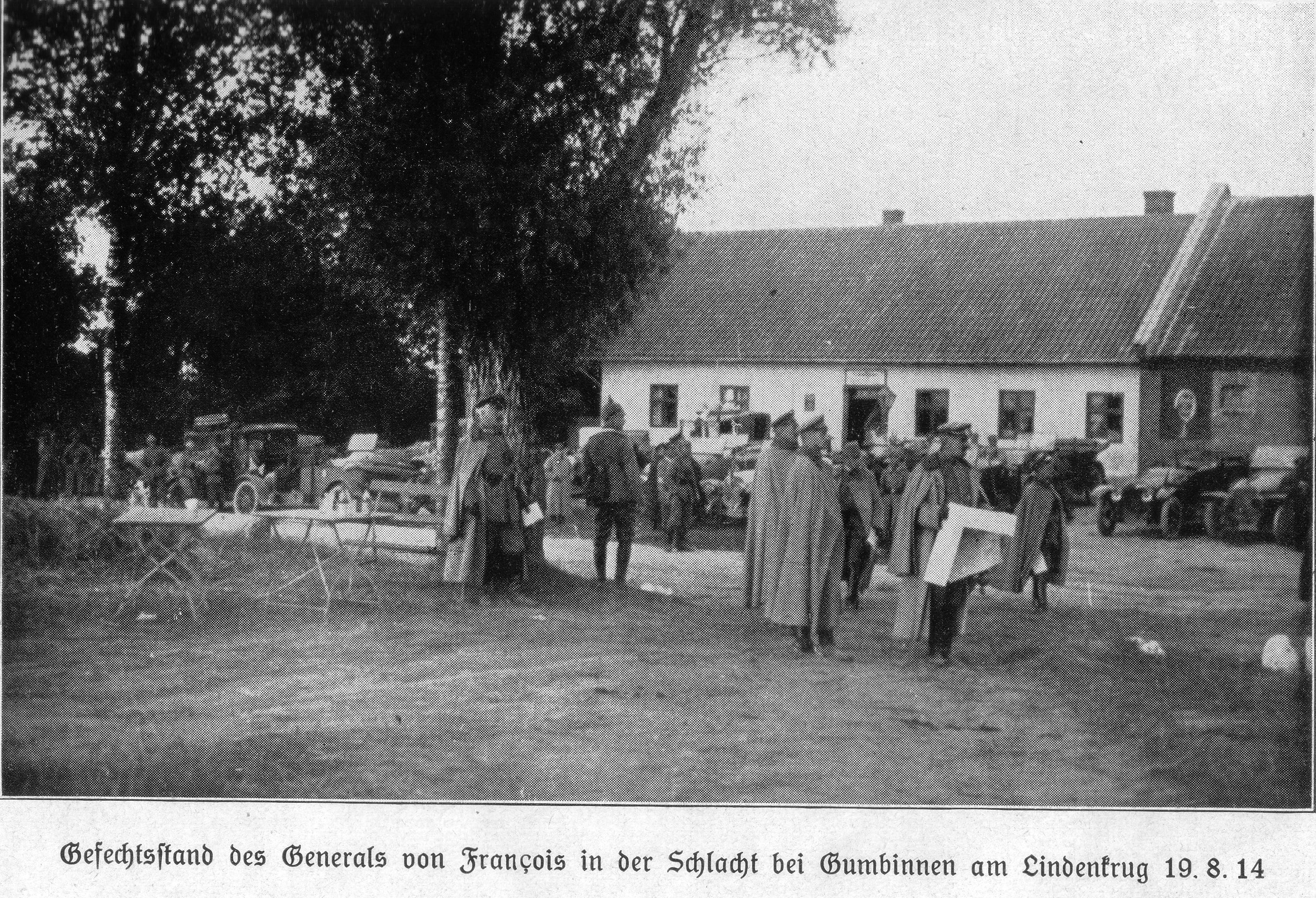
德军指挥官弗朗索瓦的战地指挥所

普里维茨的恐慌影响了毛奇，使他担心柏林现在可能会受到向前推进的俄军的威胁。总参谋长毛奇更是革除了普里维茨和他的副手瓦德西并让保罗·冯·兴登堡和埃里希·冯·鲁登道夫顶替。此外他还决定将在西线的三个军和一个骑兵师调往东线，这在普遍观点看来是不正确的，因为它削弱了德军能够越过比利时包抄并歼灭法军的“行军翼”。
一场看似微不足道的小战役的结果将持续影响战局。战斗结束后，在一名俄军军官尸体中发现的便条揭示了俄军更大的计划，正如兴登堡所回忆的那样：
它告诉我们，伦宁坎普的第一集团军将越过北方的马祖尔湖并抵达英斯特堡-安格尔堡线，攻击被假定休整于安格拉帕河后方的德军；而萨姆索诺夫的军队则越过勒岑-奥特尔斯堡线攻击德军侧翼。
获得此情报后，兴登堡和鲁登道夫立即停止了德军的后撤并采取主动行动。这将在日后成为德国军事史上最伟大的胜利之一——坦能堡战役。